# John Wick: Kapitel 2
John Wick: Kapitel 2 (Originaltitel: John Wick: Chapter 2) ist ein US-amerikanischer Actionfilm von Chad Stahelski aus dem Jahr 2017. Er stellt die Fortsetzung des 2014 erschienenen Films John Wick dar und ist somit der zweite Teil der John-Wick-Filmreihe. Die titelgebende Hauptrolle übernahm wieder Keanu Reeves.
Der Film startete am 16. Februar 2017 in den deutschen Kinos.

## Handlung
Wenige Tage nachdem John Wick den russischen Mafiaboss Viggo Tarassow und dessen Sohn Josef getötet hat, findet John heraus, dass sich sein Ford Mustang in der Werkstatt von Abram Tarassow befindet. In dieser werden gestohlene Autos zerlegt und die Einzelteile weiterverkauft. Tarassow ist der Bruder von Viggo und der Onkel von Iosef. John nimmt sein Fahrzeug wieder an sich und tötet dabei zahlreiche Männer Tarassows. Anschließend sucht er Tarassow auf und bietet ihm Frieden an, den dieser akzeptiert.
Er übergibt sein stark beschädigtes Fahrzeug zur Reparatur an Aurelio und mörtelt seine Waffen und Ausrüstung erneut zu Hause unter dem Fußboden ein, um seinen unterbrochenen Ruhestand wieder aufzunehmen. Unterdessen besucht ihn Santino D’Antonio, ein italienischer Mafioso und früherer Auftraggeber, der die Einlösung einer Schuldmünze einfordert. Diese hatte John einst mit seinem Blut gezeichnet, damit Santino ihm beim Ausstieg aus der Organisation hilft. Als John seine Hilfe verweigert und sich auf seinen Ruhestand beruft, jagt Santino Johns Haus mit einem Granatwerfer in die Luft.
John begibt sich daraufhin ins Continental, wo dessen Manager Winston ihn an die beiden unverbrüchlichen Regeln der Unterwelt erinnert: Das Verbot von „Geschäften“ auf dem Grund und Boden der Continental-Hotels und die Pflicht zur Einlösung von Schuldmünzen. Also trifft John sich erneut mit Santino und nimmt den Auftrag an: Er soll Santinos Schwester Gianna in Rom töten, deren Sitz in der Hohen Kammer des Zwölferrats, des weltweiten Verbrechersyndikats, Santino ihr neidet und für sich beansprucht.
Im römischen Continental wird John vom Manager Julius in Empfang genommen und lässt sich mit Waffen und schussfester Kleidung ausstatten. Er erwartet Gianna in deren Baderaum, doch diese möchte ihren Tod selbst bestimmen und schneidet sich die Pulsadern auf. Nach ihrem letzten Atemzug versetzt John ihr noch auftragsgemäß einen Kopfschuss und tritt dann den Rückzug an, wird aber zufällig von Cassian, Giannas Leibwächter, erkannt und gestellt. Bei einer wilden Schießerei und Flucht durch die Katakomben tauchen plötzlich Santinos Leute mit deren Anführerin Ares auf, die John ebenfalls töten sollen. John kann die meisten der Angreifer töten und gerät schließlich in einen Zweikampf mit Cassian, der damit endet, dass beide durch eine Glastür ins Continental brechen und dort aufgrund der Regeln ihre Kampfhandlungen einstellen müssen. Nach einem gemeinsamen Drink an der Hotelbar verspricht Cassian, sich für den Tod von Gianna zu rächen.
Während John nach New York zurückkehrt, lanciert Santino bei der Organisation einen Tötungsauftrag gegen John Wick für sieben Millionen Dollar wegen des Mordes an seiner Schwester. Alle Killer, die den Auftrag auf ihren Mobiltelefonen erhalten, machen Jagd auf John, der in eine U-Bahn-Station flüchtet und nach und nach alle Angreifer töten kann. In einer U-Bahn kommt es zum erneuten Duell mit Cassian, dem John sein Messer in den Körper rammt und ihn schwer verletzt, aber lebend zurücklässt. Erschöpft und verletzt nimmt John die Hilfe des Unterwelt-Bosses Bowery King an, dem ein Netzwerk von Bettlern in ganz New York untersteht. Der lässt ihn verarzten und gibt ihm eine Waffe mit sieben Patronen, die symbolisch für das Kopfgeld stehen, sowie die Information über Santinos Aufenthaltsort.
In Santinos Museum, wo seine Aufnahme in den Zwölferrat erfolgen soll, tötet John zunächst Santinos Männer und verfolgt ihn in ein Spiegelkabinett. Seine Leibwächterin Ares stellt sich John in den Weg, während Santino ins Continental flüchtet. John macht Ares kampfunfähig und folgt Santino ins Hotel. Der provoziert John, er könne ihm hier nichts anhaben. Trotz Winstons Versuch, John Einhalt zu gebieten, tötet dieser Santino mit einem Kopfschuss und verlässt das Hotel mit seinem Hund.
Am nächsten Tag bringt Charon, der Rezeptionist des Hotels, John zum Central Park, wo Winston auf ihn wartet. Der offenbart, dass die Camorra wegen des Mordes an Santino sein Kopfgeld auf 14 Millionen Dollar verdoppelt und auf die gesamte Welt ausgeweitet hat. Zudem verliert er wegen seines Regelverstoßes sämtliche Privilegien und Zugänge zu den Unterwelt-Ressourcen. Winston gibt ihm eine Schuldmünze und verspricht, den Auftrag noch eine Stunde zurückzuhalten. John verabschiedet sich mit der Botschaft, er werde jeden töten, der ihn zu töten versuche. In der Gewissheit, bald gejagt zu werden, rennt er mit seinem Hund durch den Park davon, während der Tötungsauftrag der Organisation an die Mobiltelefone ihrer Auftragskiller verteilt wird.

## Hintergrund
Nach dem finanziellen Erfolg von John Wick (2014) plante das Produktionsunternehmen Thunder Road Pictures, eine Fortsetzung zu drehen. Im Februar 2015 wurde bestätigt, dass daran gearbeitet werde; Keanu Reeves übernehme wieder die Hauptrolle des John Wick, im Regiestuhl sollen wie beim ersten Teil die Stuntmänner Chad Stahelski und David Leitch Platz nehmen. Da Letzterer jedoch aufgrund von Terminkonflikten abspringen musste, übernahm Stahelski die alleinige Regie.
Neben Keanu Reeves übernahm Laurence Fishburne eine der Nebenrollen; beide standen zuletzt für die Matrix-Filmreihe (1999–2003) gemeinsam vor der Kamera.

## Kritiken
Auf Rotten Tomatoes hat John Wick: Kapitel 2 eine Wertung von 84 % mit dem Konsens: „John Wick: Kapitel 2 macht, was eine Fortsetzung tun sollte, was in diesem Fall bedeutet, die non-stop spannende choreographierte Handlung zu verdoppeln, was bei seinem Vorgänger so viel Spaß bereitete.“ Auf Metacritic erzielte der Film 75 von 100 Punkten und erhält überwiegend positive Kritik.
Der Filmdienst schrieb: „Der zweite Teil der Actionfilmreihe mit Keanu Reeves […] betont die Unwilligkeit des Killers, stürzt ihn dafür aber in umso mehr brachiale Kämpfe. Die einfache, spektakulär inszenierte Geschichte hat zwar keinen konkreten Bezug zur Wirklichkeit, verweist aber auf die Existenz krimineller Paralleluniversen. Die rasanten Actionsequenzen sind einfallsreich mit hohem Tempo choreografiert, was der Gewalt jedoch keinen Abbruch tut.“ Andreas Staben vergab in seiner Kritik auf Filmstarts 3,5 von 5 Sternen und schrieb, dass im Vorgänger „noch die menschliche Seite des trauernden Witwers Wick betont wurde“, nun aber „die kalte Professionalität des reaktivierten Killers in den Vordergrund“ rücke. Mit dieser „Superheldenwerdung des Protagonisten“ gehe zwar die „Emotionalität der Rachegeschichte“ aus dem ersten Teil verloren, im Gegenzug erlaube dies jedoch „eine Steigerung und Intensivierung der Action-Szenen“, welche bereits im ersten Film „das Hauptvergnügen“ gewesen seien.
Sascha Westphal von epd Film gab dem zweiten Teil 5 von 5 Punkten. „Stahelskis Actionszenen sind keine choreographierten Todesballette mehr. Sie ähneln eher klassischen Schlachtengemälden. Die bildende Kunst tritt an die Stelle des Tanzes. Und das verändert alles. Der Zuschauer ist eingeladen, analytisch zu schauen. Jeder Kampf und jeder Schusswechsel werden kenntlich als Ausdruck einer Welt, in der alle fortwährend auf Leben und Tod kämpfen.“